# ریکارد ساربی
ریکارد ساربی (انگلیسی: Rickard Sarby؛ ۱۹ سپتامبر ۱۹۱۲ – ۱۰ فوریه ۱۹۷۷ (aged 64)) قایقران، و قایقران قایق بادبانی اهل سوئد بود. او مسیحی بود.